# Arsames
Arsames (staropers. 𐎠𐎼𐏁𐎠𐎶 Aršâma; ur. ? – ok. 520 p.n.e.) – władca perski z dynastii Achemenidów, syn Ariaramnesa, panujący w Persydzie.
W roku 550 p.n.e. został zdetronizowany przez władcę Anszanu, Cyrusa II, twórcę Imperium Perskiego. Był ojcem Hystaspesa i dziadem Dariusza Wielkiego.